# Рацлавкі (Поморське воєводство)
Рацлавкі (пол. Racławki, нім. Rakelwitz) — село в Польщі, у гміні Хойниці Хойницького повіту Поморського воєводства.
Населення — 219 осіб (2011).
У 1975-1998 роках село належало до Бидгощського воєводства.

## Демографія
Демографічна структура станом на 31 березня 2011 року:
|          | Загалом | Допрацездатний вік | Працездатний вік | Постпрацездатний вік |
| -------- | ------- | ------------------ | ---------------- | -------------------- |
| Чоловіки | 109     | 28                 | 70               | 11                   |
| Жінки    | 110     | 26                 | 65               | 19                   |
| Разом    | 219     | 54                 | 135              | 30                   |